# 서울야행
"서울야행"은 2016년에 개봉한 대한민국의 영화이다.

## 캐스팅
- 서혜림
- 박상훈
- 이선화
- 조희성
- 이난향
- 허슬기
- 홍원석
- 김연중
- 김고을
- 김윤지
- 권문선
- 이우림
- 임승대 (특별출연)
- 김민체 (특별출연)